# الیستر براون (بازیکن فوتبال، زاده ۱۹۵۷)
الیستر براون (انگلیسی: Alistair Brown؛ زادهٔ ۲۹ مارس ۱۹۵۷) بازیکن فوتبال اهل اسکاتلند است.
از باشگاه‌هایی که در آن بازی کرده‌است می‌توان به باشگاه فوتبال دومبارتون اشاره کرد.